# Aon Center (Chicago)
Az Aon Center (korábban Amoco Building) egy felhőkarcoló az egyesült államokbeli Chicagóban. A tornyot az Edward Durell Stone és a The Perkins and Will építészirodák tervezték. 1973-ban, amikor befejezték a Standard Oil Building nevet viselte. Később az Amoco cégé lett, jelenleg az Aon Corporation központjának ad otthont. 346 méteres magasságával Chicagóban a harmadik legmagasabb felhőkarcolóként tartják számon, a Willis Tower és a Trump International Hotel and Tower előzi meg. Beceneve Big Stan.

## Története
A Standard Oil Building a Standard Oil Company of Indiana cég központjaként épült 1973-ban. Befejezésekor Chicago legmagasabb felhőkarcolója volt, világviszonylatban pedig a negyedik helyet érte el. A torony tartószerkezete acélcsövekből álló rendszer V alakú oszlopokkal, hogy az épület ellenálljon a földrengéseknek, csökkenjen a kilengés, és minél kevesebb alaprajzi területet foglaljon el oszlop.

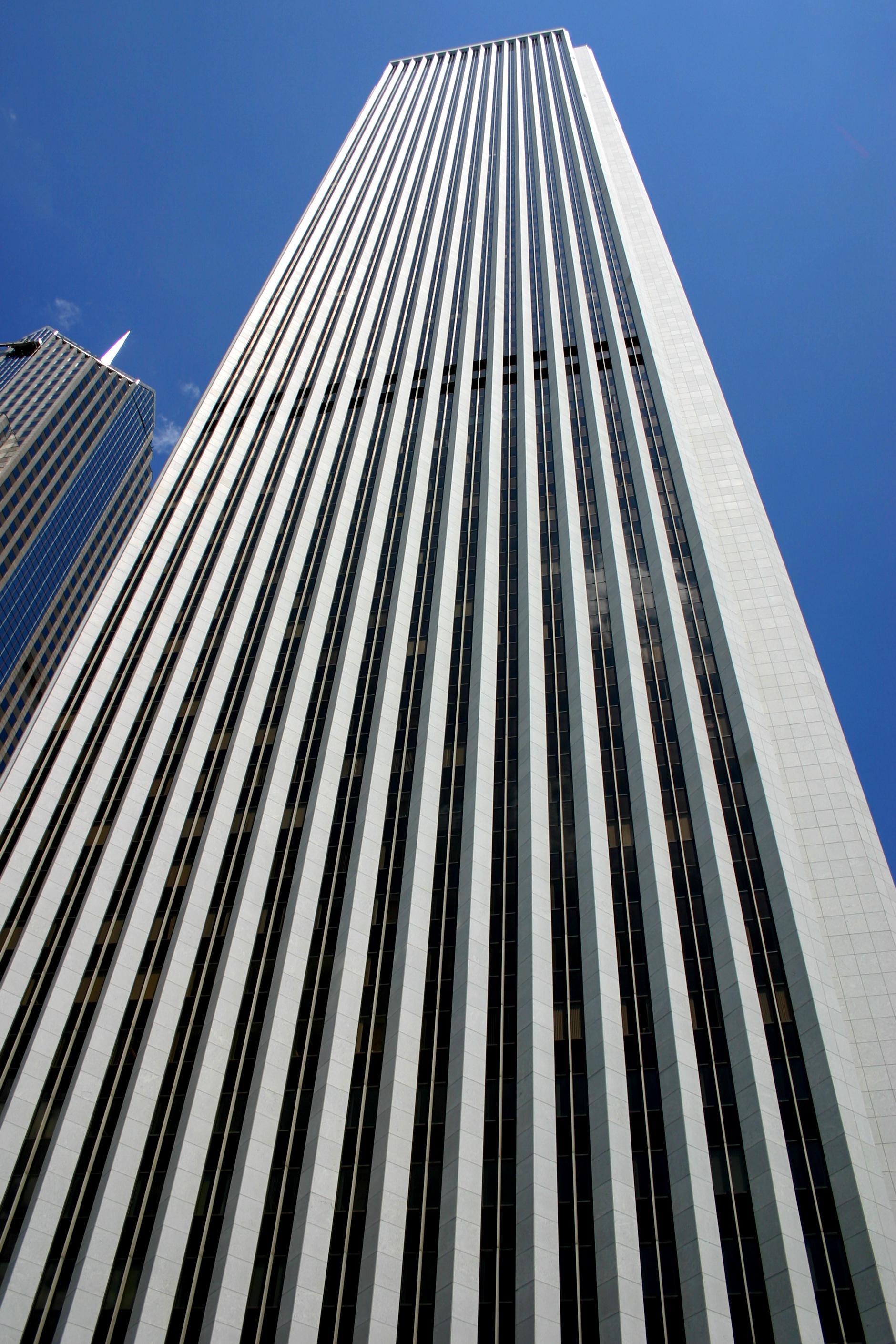
A homlokzatburkolat ma

Amikor befejezték, a felhőkarcoló a világ legmagasabb márvánnyal burkolt épülete lett. Teljes leburkolásához 43 000 darab carrarai márványtábla kellett. A homlokzaton használt táblák vékonyabbak voltak, mint amivel korábban le akarták fedni az épületet. 1974-ben emiatt az egyik márványelem lezuhant és átszakította a közeli Prudential Center tetejét. Az incidens hatására indított vizsgálat kiderítette, hogy több tábla megrepedt a homlokzaton. Azért, hogy a későbbi baleseteket elkerüljék, kiegészítő rozsdamentes acélhevederekkel rögzítették a márványt a falra. Később, 1990 és 1992 között a torony új burkolatot kapott, ezúttal fehér gránitot. A burkolat teljes cseréje kb. 80 millió dollárba került. A márványtáblák kétharmadát összetörték és az Amoco Indianában található finomítójában dekorációként felhasználták. A maradék egyharmad felét a Governor's State Universitynek, másik felét pedig a Regalonak, a Lashcon Inc. egyik részlegének adományozták.
A Standard Oil Building akkor kapta az Amoco Building nevet, amikor a cég nevet változtatott 1985-ben. 1998-ban az Amoco eladta a felhőkarcolót a The Blackstone Groupnak, kb. 470 millió dollárért. Az Aon Center nevet 1999 december 30-án kapta annak ellenére, hogy az Aon Corporation csak 2001 szeptemberében lett elsődleges bérlő. 2003 májusában a Wells Real Estate Investment Trust, Inc. megvásárolta az épületet, szintén kb. 470 millió dollárért.

## Külső világítás
Az elmúlt években a felsőbb szintek külső világítása színes, a színekkel mindig egy aktuális időszakra vagy ünnepre utalnak. Hálaadáskor narancssárga, karácsonykor zöld vagy piros a kivilágítás.